# Husbondtjärnen
Husbondtjärnen är en sjö i Lycksele kommun i Lappland och ingår i Umeälvens huvudavrinningsområde. Sjön har en area på 0,227 kvadratkilometer och ligger 269,1 meter över havet. Sjön avvattnas av vattendraget Sikträskbäcken.

## Delavrinningsområde
Husbondtjärnen ingår i det delavrinningsområde (718310-163669) som SMHI kallar för Inloppet i Bastuträsket. Medelhöjden är 285 meter över havet och ytan är 7,73 kvadratkilometer. Det finns ett avrinningsområde uppströms, och räknas det in blir den ackumulerade arean 26,61 kvadratkilometer. Sikträskbäcken som avvattnar avrinningsområdet har biflödesordning 3, vilket innebär att vattnet flödar genom totalt 3 vattendrag innan det når havet efter 176 kilometer. Avrinningsområdet består mestadels av skog (77 procent). Avrinningsområdet har 0,23 kvadratkilometer vattenytor vilket ger det en sjöprocent på 22,6 procent.